# John Tengo Jabavu
John Tengo Jabavu (Heraldtown (Transkei), 11 januari 1859 - Alice, 10 september 1921) was een Zuid-Afrikaans politiek activist en redacteur van de eerste krant in een zwarte taal, het Xhosa.

## Biografie
In 1876 nam Jabavu de redactie over van de krant Isigidimi Sama Xosa (De Xhosa-boodschapper). Aan het begin van de jaren tachtig van de 19e eeuw was hij inmiddels uitgegroeid tot een belangrijk politiek figuur.
Jabavu schreef met name over de bedreiging die het toenemende Zuid-Afrikaanse nationalisme vormde en zijn eis voor gelijke rechten voor de zwarte bevolking in Zuid-Afrika. Ook stond hij bekend als voorstander van vrouwenrechten en openbaar onderwijs. In 1884 richtte Tengo Jabavu zijn eigen krant op, Imvo Zabantsundu (Zwarte Opninie).
Samen met zijn vrouw Elda Sakuba kreeg hij vier zoons, onder wie hun oudste zoon Davidson Don Tengo Jabavu die een gewaardeerd schrijver, hoogleraar en activist werd. Hun tweede zoon, Alexander, nam na de dood van zijn vader in 1921 het roer over van Imvo Zabantsundu.